# Petroglief
Een petroglief, ook wel rotstekening, is een symbool, figuur of andere afbeelding die in de rotsen is gekrast, gekerfd of gehakt. Het woord petroglief is afkomstig van het Griekse woord petros voor steen en glyphein voor kerven. In Scandinavië worden petrogliefen aangeduid met de term hällristningar.

## Prehistorische petrogliefen

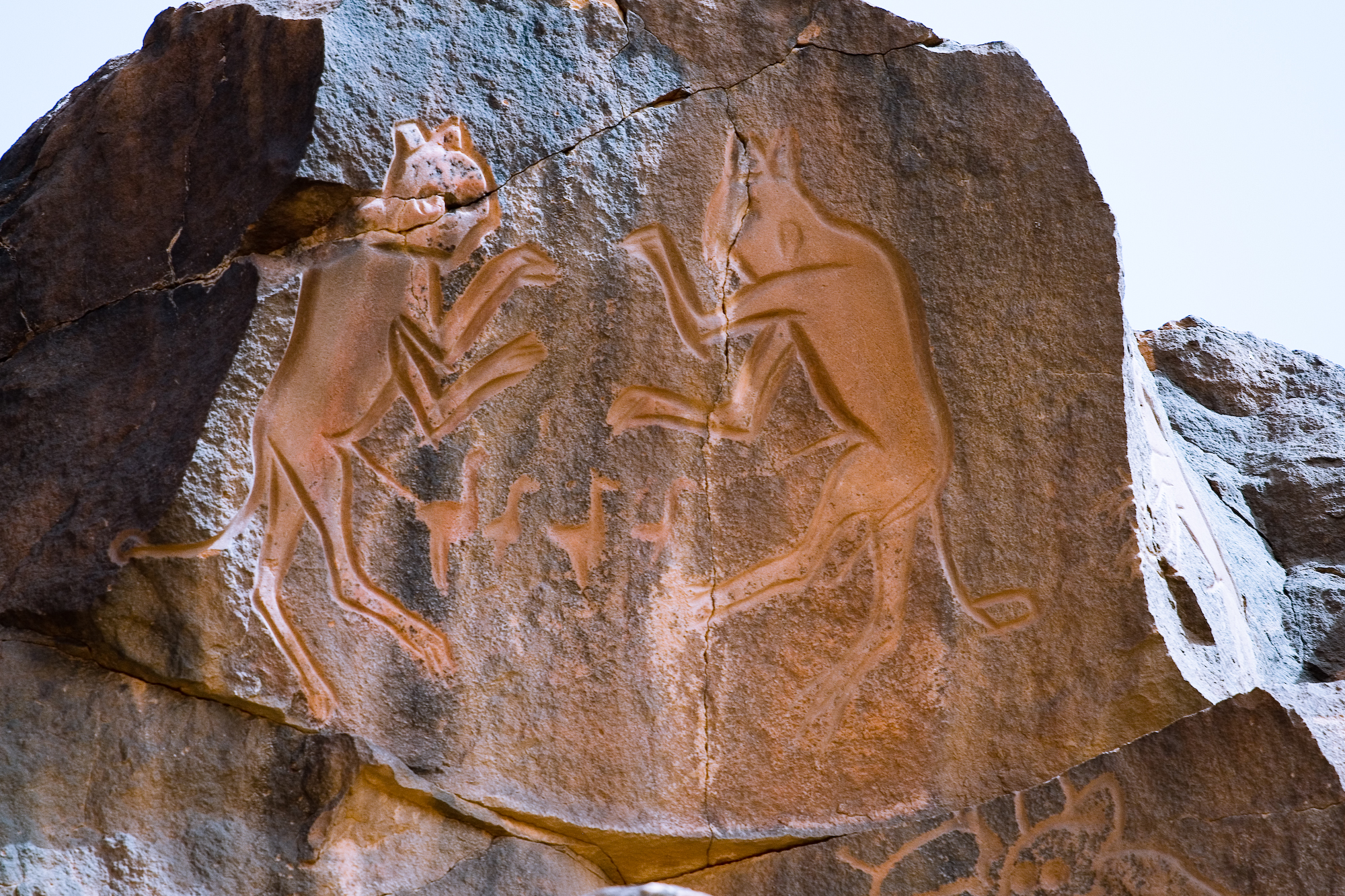
Petroglief in Libië

Petrogliefen zijn van alle tijden, maar vooral de exemplaren uit de prehistorie zijn beroemd. Ze behoren tot de oudste bewaard gebleven afbeeldingen die mensen maakten en werden op alle continenten gemaakt. Het feit dat mensen uit allerlei geïsoleerde prehistorische culturen petrogliefen maakten, toont aan dat het maken van afbeeldingen al minstens duizenden jaren een algemeen-menselijke eigenschap is.
De afbeeldingen zijn in veel gevallen gevuld geweest met oker. Petrogliefen worden op veel verschillende plaatsen ter wereld gevonden, maar de grootste dichtheden worden gevonden in Scandinavië, Siberië, zuidwestelijk Noord-Amerika en Australië.

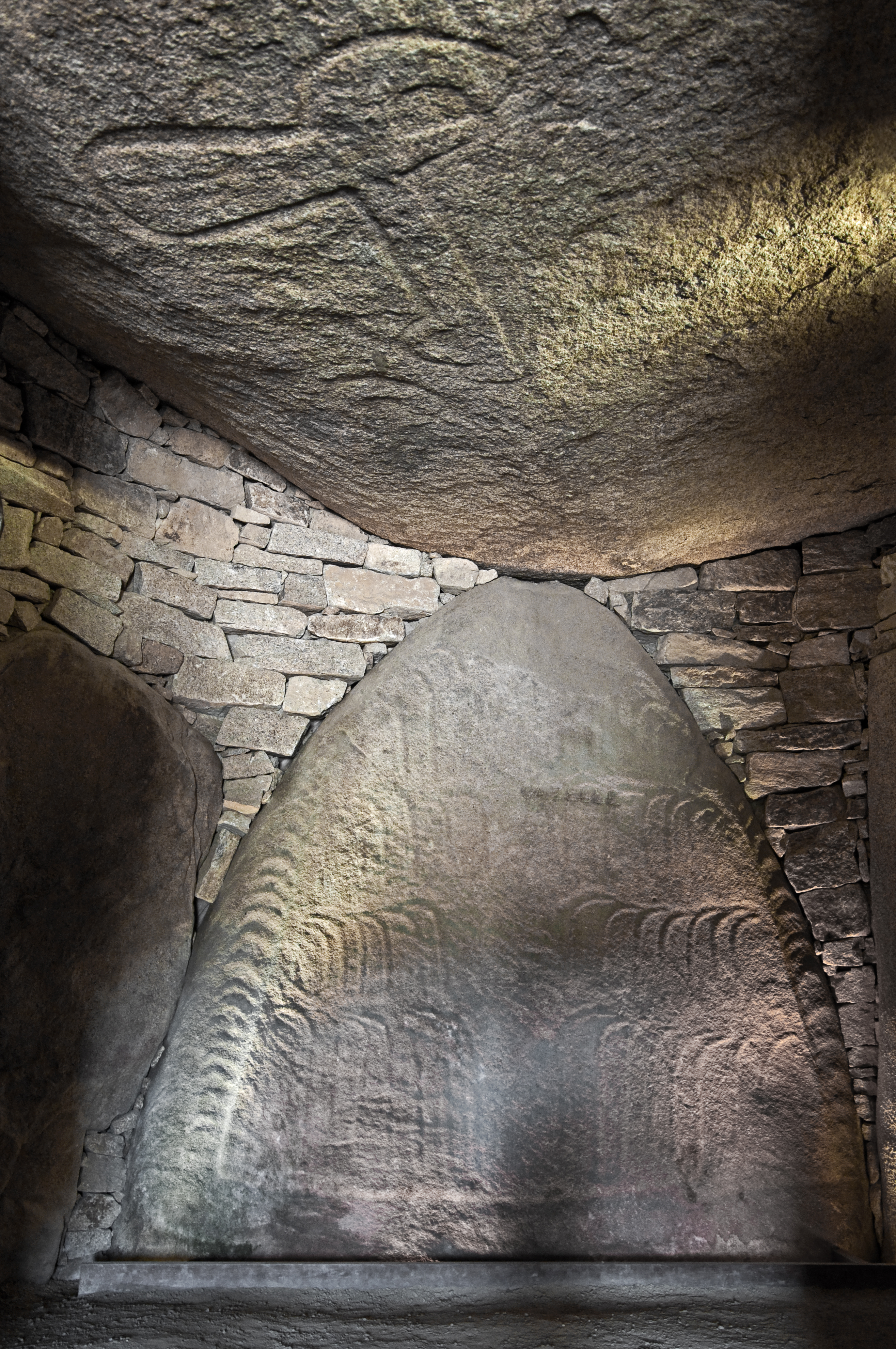
Het hunebed Table des Marchand, Frankrijk

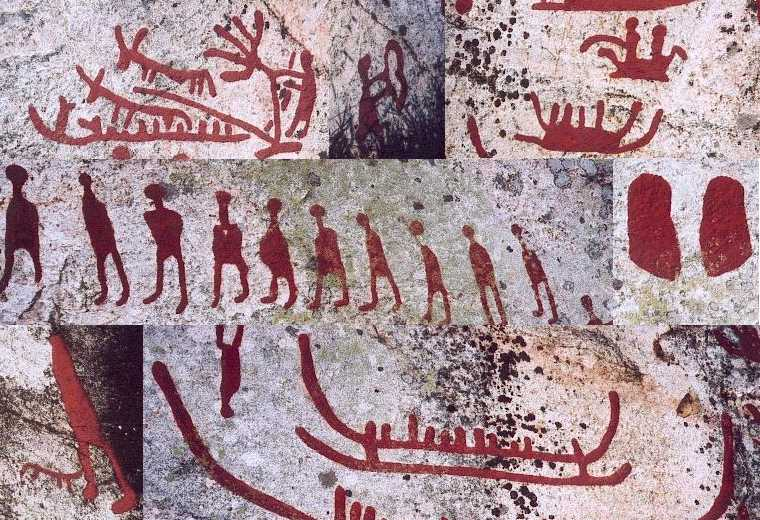
Een collage van petrogliefen (ofwel hällristningar) in Häljesta, Västmanland, Zweden

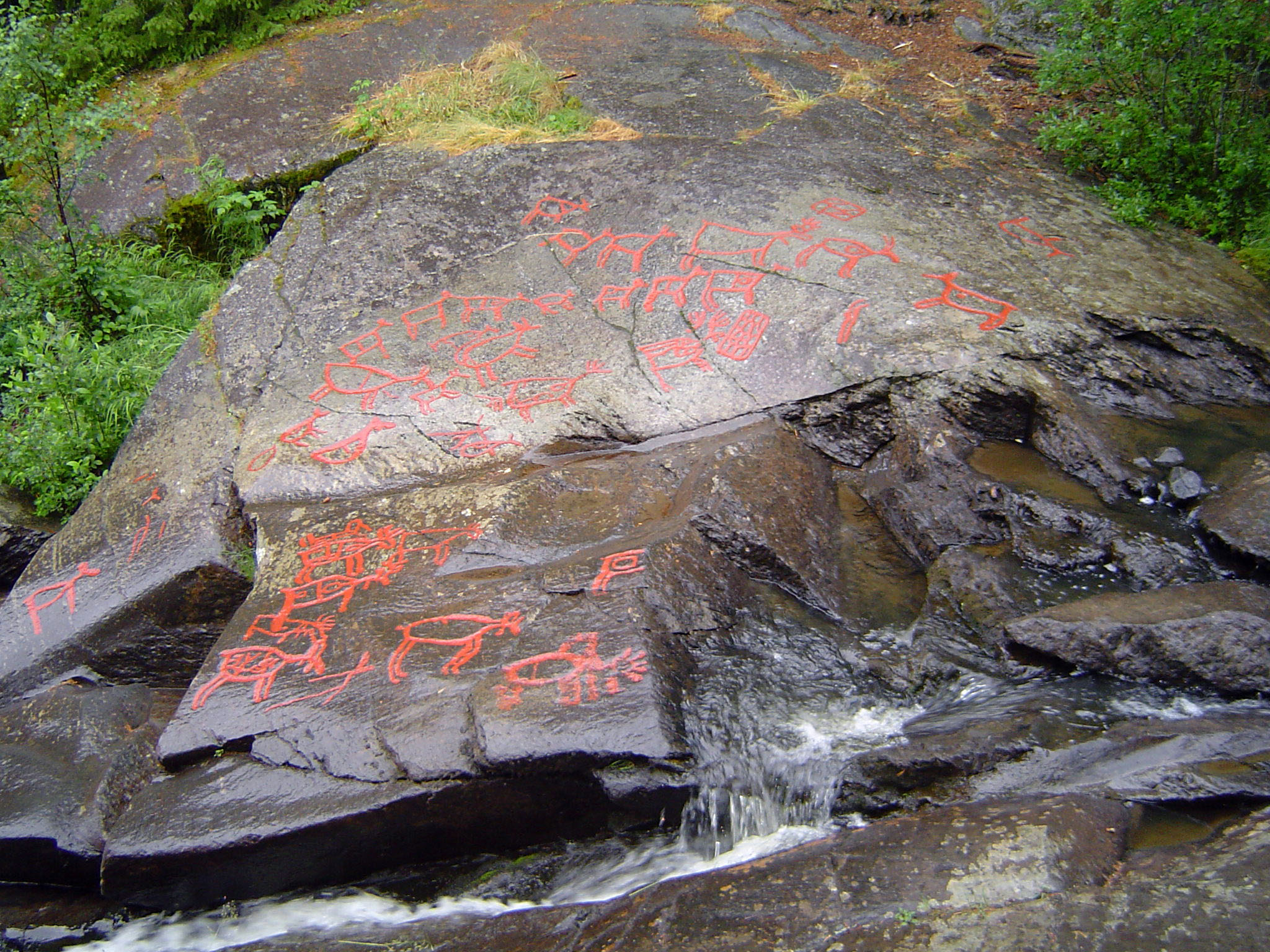
Petrogliefen van elanden in Glösa, Jämtland, Zweden

De afbeeldingen zelf zijn wel in elke prehistorische cultuur anders, hoewel vaak prooidieren werden afgebeeld. Deze dieren kregen soms menselijke of andere ongewone eigenschappen; de reden hiervoor is wellicht dat de kunstenaars voorafgaand aan het maken van het kunstwerk in trance verkeerden. Andere redenen om petrogliefen te maken waren cultureel en/of religieus van aard. Simpelweg een mooie afbeelding willen maken zou ook een motivatie kunnen zijn, maar opgemerkt moet worden dat de kennis over de prehistorische mens te beperkt is om van elke petroglief de oorspronkelijke bedoeling te kunnen achterhalen.

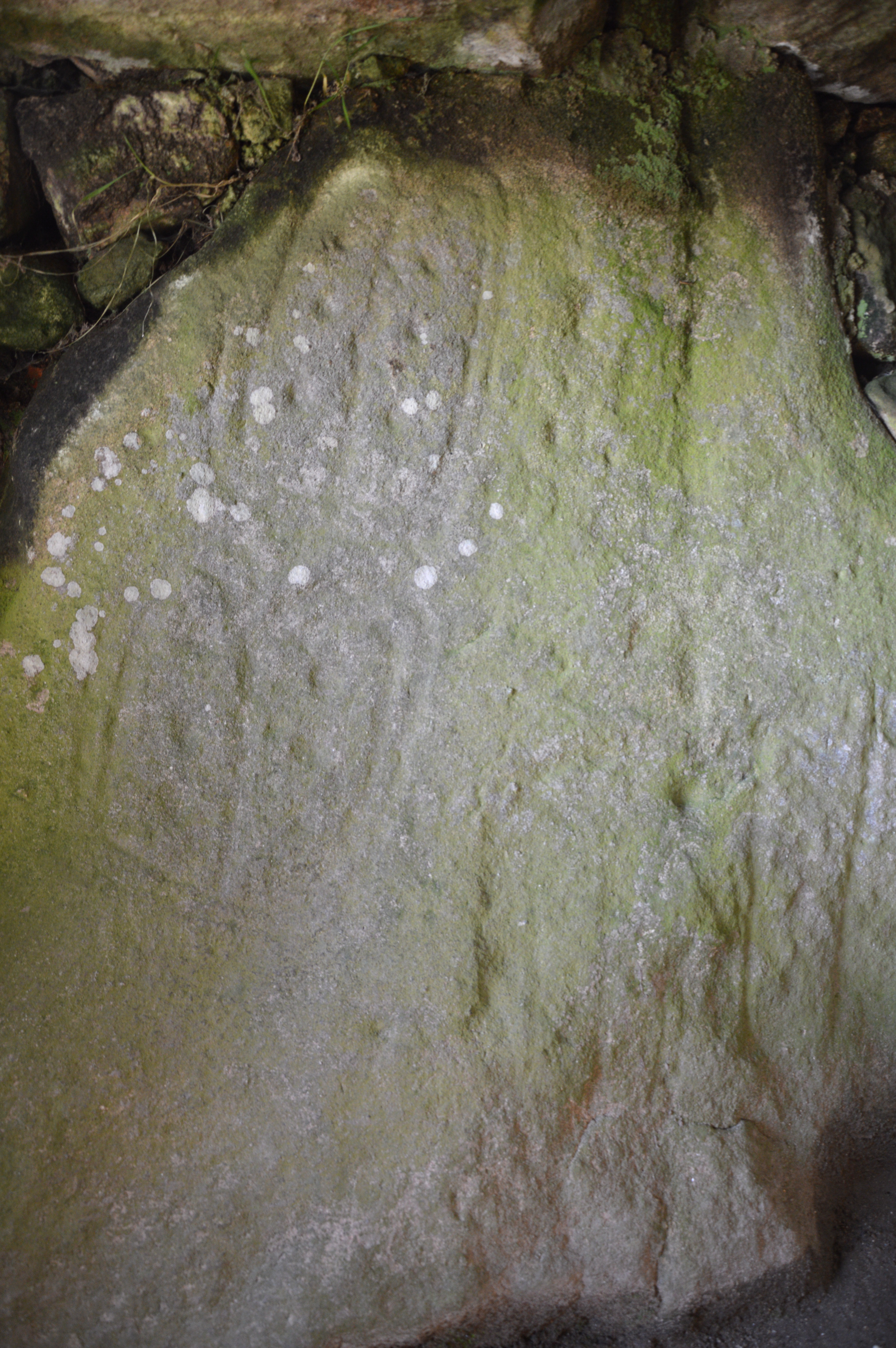
Dolmen des Pierres Plates (Morbihan)